# Bisdom Viana do Castelo
Het bisdom  Viana do Castelo (Latijn: Dioecesis Vianensis Castelli) is een rooms-katholiek bisdom met als zetel Viana do Castelo, hoofdstad van het district Viana do Castelo, in Portugal. Het bisdom is suffragaan aan het aartsbisdom Braga.

## Geschiedenis
Het bisdom werd opgericht op 3 november 1977, uit delen van het aartsbisdom Braga. 

## Parochies
Het bisdom had in 2020 een oppervlakte van 2.255 km2 en telde 240.133 inwoners waarvan 91,7% rooms-katholiek was.

## Bisschoppen
- Júlio Tavares Rebimbas (3 november 1977 - 12 februari 1982)
- Armindo Lopes Coelho (15 oktober 1982 - 13 juni 1997)
- José Augusto Martins Fernandes Pedreira (29 oktober 1997 - 11 juni 2010)
- Anacleto Cordeiro Gonçalves de Oliveira (11 juni 2010 - 18 september 2020)
- João Evangelista Pimentel Lavrador (21 september 2021 - heden)